# دوستان واقعی (ترانه)
«دوستان واقعی» (به انگلیسی: Real Friends) آهنگی از خوانندهٔ کوبایی کامیلا کابیو است.کامیلا این آهنگ را برای اولین آلبوم استودیویی فردی‌اش ضبط کرد.

## متن آهنگ
متن آهنگ دوستان واقعی توجه چندین نشریه را به خود جلب کرد.آنها بر این باورند که این آهنگ راجع‌به به رابطه کامیلا با هم‌گروهی‌های سابقش در گروه فیفت هارمونی است.

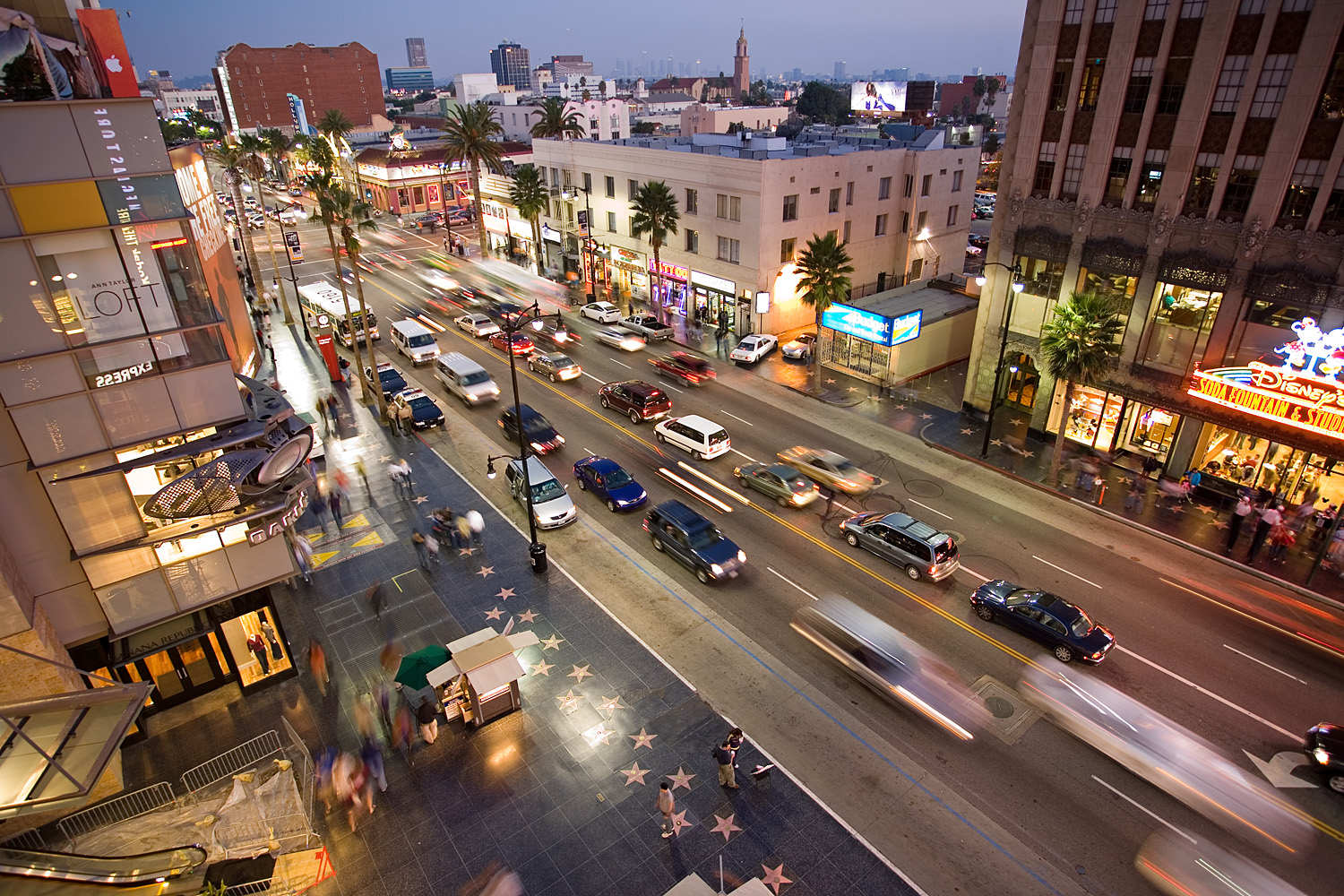
کامیلا متن آهنگ دوستان واقعی را در لس آنجلس نوشت.